# Välkommen till våren (album)
Välkommen till våren är en vårskiva från 2003 av Stockholms Studentsångare. Skivan är inspelad av Håkan Sjögren i Nyköpings konserthus Culturum och är utgiven av Proprius. Skivan har som bäst placerat sig på en förstaplats på musikbranschens veckoförsäljningslista.
Skivan fanns med på Audiophile Auditions lista Best Of The Year Discs for 2003.

## Låtlista
1. Längtan till landet (Vintern rasat ut)
2. Vårsång (Glad såsom fågeln)
3. Vårstämning (Hör hur västanvinden susar)
4. Majsång (O hur härligt majsol ler)
5. I månans skimmer (Över nejden)
6. Serenad (Ur En fjällfärd)
7. Vårsång (Våren är kommen)
8. Majsång (Sköna maj)
9. Vårsång (Vårliga vindar draga)
10. Som ett blommande mandelträd
11. Kristallen den fina
12. Vallarelåt
13. Molltoner från Norrland (Vårvindar friska)
14. Välkommen till våren (Hulda vår)
15. Under rönn och syren (Blommande sköna dalar)
16. Nocturne
17. Uti vår hage
18. I folkviseton (Kärleken kommer)
19. I Bröllopsgården (Ur Ett bondbröllop)
20. Sverige
21. Kung Liljekonvalje
22. Aftenstemning
23. En sommarafton (Över skogen, över sjön)
24. Marsch (Studentsången)